# دوري هونغ كونغ لكرة القدم 1936–37
دوري هونغ كونغ لكرة القدم 1936–37 هو موسم من دوري هونغ كونغ لكرة القدم ‏. فاز فيه نادي جنوب الصين.